# 约翰内斯·凯泽 (短跑运动员)
约翰内斯·凯泽（德語：Johannes Kaiser，1936年2月27日—1996年12月17日），德国男子田径运动员。他曾代表德国联队参加1960年夏季奥林匹克运动会田径比赛，获得男子4×400米接力银牌。